# Funk
Pour les articles homonymes, voir Funk (homonymie).
 (février 2015).
Si vous disposez d'ouvrages ou d'articles de référence ou si vous connaissez des sites web de qualité traitant du thème abordé ici, merci de compléter l'article en donnant les références utiles à sa vérifiabilité et en les liant à la section « Notes et références ».
Sous-genres
Acid jazz, disco-funk, funk metal, funk rock, G-funk, jazz-funk, P-funk
Genres dérivés
Afrobeat, disco, hip-hop, RnB contemporain
Le funk est un genre musical apparu au milieu des années 1960 aux États-Unis dans la lignée du mouvement hard bop et qui s'est développé au cours des années 1960 et 1970. Le terme funk provient de l'argot anglo-américain funky, qui signifie littéralement « puant », « qui sent la sueur », insulte traditionnellement adressée aux noirs par les WASP et reprise ensuite à leur compte par les artistes noirs tels que Horace Silver dans son morceau Opus de Funk (1953). Issu principalement de la soul et du jazz, le funk se caractérise par la prédominance de la section rythmique (guitare, basse, batterie) qui joue des motifs syncopés, la présence fréquente de cuivres ou de saxophones sur des ponctuations rythmiques (riffs) ou bien des solos et, de manière générale, par la grande place accordée aux instruments.
Avec son concept de « The One » (c'est-à-dire l'appui rythmique sur le premier temps), développé à la fin des années 1960, James Brown, au carrefour du gospel, du rhythm and blues, de la soul, du blues et du rock, synthétisant toute la musique noire américaine du XXe siècle, est considéré comme le parrain du funk. Sont ainsi emblématiques des titres comme Say It Loud – I'm Black and I'm Proud, Licking Stick, Give It Up or Turnit a Loose, There Was a Time, Super Bad, I Got the Feelin', Funky Drummer, Talking Loud and Saying Nothing, Soul Power, Mother Popcorn et Sex Machine.
Toutefois, les origines du funk remontent aux années 1950, où l'idée de ces rythmiques est venue des bars de La Nouvelle-Orléans, qui étaient pauvres et ne possédaient qu'un piano pour distraire la clientèle. Le piano était pour les musiciens l'instrument idéal pour synthétiser à la fois la basse, la batterie, la guitare, le chant ou les cuivres. Le funk a ensuite débarqué dans les rues de la ville, interprété par les brass band bien avant que James Brown et le saxophoniste Maceo Parker ne popularisent son style. À l'instar des joueurs de hard bop, les musiciens de funk construisaient une œuvre collective autour de la section guitare, basse et batterie qui jouaient le groove, une figure rythmique extensible et modulable à volonté qui permet aux vocalistes et instrumentistes d'intervenir à volonté.

## Histoire

### Années 1960
Au milieu des années 1960, le funk prend vie depuis ses racines rhythm and blues et soul, les paroles insistant sur la défense des Noirs et les difficultés du ghetto. James Brown est considéré comme l'initiateur d'un funk urbain et revendicatif, d'abord par le titre Papa's Got a Brand New Bag, sorti en 1965 pour King Records, suivi du célèbre Sex Machine en 1970. Brown est suivi de près par des formations telles que Dyke and the Blazers ou Archie Bell and The Drells, Sly and the Family Stone, The Counts, The J.B.'s, Wilson Pickett, ainsi que The Meters, un groupe de La Nouvelle-Orléans, ville autrefois française dont l'histoire musicale et le carnaval annuel la prédisposaient à être l'un des berceaux du funk. L'instrumentation y est dépouillée, le jeu y est débridé et foisonnant, aux croisements du rhythm and blues, de la soul et du jazz.

### Années 1970
Le développement commercial du funk accompagne, à partir de la fin des années 1960, celui de la culture afro-américaine, à l'image de James Brown, qui signe en 1973 la bande originale du blaxploitation film Black Caesar. Le mouvement funk reste dans un premier temps ignoré du public blanc, qu'il parvient finalement à toucher, surtout grâce au disco, dans la seconde moitié des années 1970. Le grand public est finalement converti, notamment par les groupes Commodores avec Lionel Richie et Chic, de Nile Rodgers (guitare) et Bernard Edwards (basse), qui enchaîne les succès à partir de 1977 (Chic Cheer, Le Freak, Good Times, pour ne citer que les plus connus). Des groupes fondés à la fin des années 1960, comme Kool & The Gang, ou encore Earth, Wind and Fire, jusque-là connus des amateurs, connaissent alors un succès public considérable.
Le funk commence alors à se diversifier.

#### Le mouvement jazz-funk
Dans les années 1970, dans le prolongement du mouvement hard bop, des musiciens de jazz s'inspirent du funk. Et, le jazz-funk s'ouvre aux balbutiements de la musique électronique, du fait principalement de Miles Davis, d'Eumir Deodato et de Herbie Hancock, pianiste de jazz de formation classique, qui sort en 1973 l'album Head Hunters, son plus grand succès commercial. On peut également citer le guitariste Jeff Beck (ancien membre des Yardbirds), qui sort l'album Blow by Blow en 1975, le bassiste Stanley Clarke, le groupe Funk, Inc., ou encore le pianiste Hubert Eaves. Il faut encore mentionner, dans un style qui reste plus proche du jazz classique et de la soul, certaines œuvres de Stevie Wonder, comme du guitariste George Benson, dont le morceau Give Me the Night est devenu un classique du genre. Les femmes ne sont pas non plus en reste, on notera notamment les performances de Betty Davis et de Gwen McCrae pendant les années 1971 et 1972 ou de Patti Austin. Françoise Hardy elle-même se prêtera à l'exercice le temps d'un morceau : J'écoute de la musique saoûle (1978). Toujours côté français, on peut également citer, surtout pour l'utilisation des guitares, Bernard Song de Véronique Sanson et Où sont les femmes de Patrick Juvet, deux titres de la deuxième moitié des années 1970.

#### Mouvement P-Funk
Durant toutes les années 1970 et jusqu'au début des années 1980, un autre style se déploie, qui prend ses distances avec la réalité. Amorcé par le funk psychédélique assaisonnée au rock de Sly and the Family Stone, il aboutira a la naissance de la galaxie P-Funk (pour Parliament-Funkadelic et Plush Funk) de George Clinton qui mélangera toutes les influences du moment à un groove irrésistible. Parliament, Funkadelic, Bootsy's Rubber Band, P-Funk Allstars : ces groupes s'amusent à imaginer qu'ils débarquent d'un vaisseau spatial pour libérer les humains des forces négatives d'un monde sans funk ! Le nom des tournées est éloquent: « The P-Funk Intergalactic U.S. Tour » par exemple. Orchestre à géométrie variable (parfois plus de 40 musiciens sur scène !), expérimentations sonores, extravagances, délires et drogues à foison.

#### Le mouvement disco-funk
Le mouvement disco-funk opère la fusion entre les rythmes discos et les cuivres caractéristiques du funk des années 1970. On peut notamment citer Michael Jackson et son album Off the Wall (1979), considéré comme un classique du genre, ainsi que les productions des frères Jackson sous le nom des Jacksons, avec les albums Destiny et Triumph. Des groupes comme Kool & The Gang et Earth, Wind and Fire, issus du jazz-funk, ont opéré leur mue et rejoint cette mouvance pour en devenir des références éclatantes. Chic, formé à la fin des années 1970, devient également une des grandes icônes du disco-funk.

#### Naissance du rap
À la fin des années 1970, le recours aux boîtes à rythme, aux platines vinyl et aux dernières générations de synthétiseurs est concomitant à la disparition des grands groupes de funk devenus trop chers à produire en concert. Armés de platines bricolées, les premiers DJ, comme Grandmaster Flash, jouent les disques de funk de leur enfance en les triturant via des tables de mixage et inventent les premières techniques de scratching. C'est la relève : les groupes comme Sugarhill Gang, Trouble Funk, et bien d'autres seront la base funky de la future révolution hip-hop. Finis les textes cosmiques et autres délires psychédéliques, la jeune génération reparle du ghetto et de son quotidien. On se trouve à la charnière entre le funk et le hip-hop, dont le meilleur exemple est le fameux Rapper's Delight de Sugarhill Gang, construit sur un sample de la légendaire ligne de basse du morceau Good Times, du groupe Chic. On peut également citer Drop the Bomb, de Trouble Funk, ou le morceau Rockit, signé par Herbie Hancock. Ils ouvriront la voie aux premières véritables stars du hip hop : KRS-One, Public Enemy…

### Années 1980
La musique funk sera bouleversée au début des années 1980 par l'arrivée massive de nouveaux instruments électroniques, comme les synthétiseurs et boîtes à rythmes conçus par les usines Roland. Certains groupes, issus des années 1970, comme Earth, Wind and Fire ou Kool & The Gang, s'approprient ces instruments tout en prolongeant l'esprit de la musique funk des années 1970, proche de la disco noire américaine, centrée autour du groupe et propice au live. D'autres artistes, groupes ou producteurs émergent, générant une musique différente, davantage tournée vers l'électronique et le travail en studio, définissant une nouvelle forme de groove, mais qui, par la présence de grandes voix et de compositions souvent mélodiques, renvoie néanmoins à l'esprit soul des années 1970.
Parmi les nombreuses personnalités représentatives de cette vague plus électronique du funk, citons des producteurs comme Prince Rogers Nelson, Jimmy Jam et Terry Lewis, Kashif, Leon Sylvers III, Paul Laurence, Lester et Rodney Brown, William Anderson et Raymond Reid, David Frank, Marcus Miller… des groupes comme D. Train, Change, Cameo, Zapp & Roger, B. B. & Q. Band, The S.O.S. Band, Mtume, Starpoint, One Way, Loose Ends, The Whispers, Midnight Star, The System… des artistes comme Howard Johnson, Melba Moore, Evelyn King, Sharon Redd, Alexander O'Neal, etc. Durant cette période de nouveaux labels apparaissent et un très grand nombre de maxi 45 tours sortent pour des groupes qui parfois ne font que quelques titres avant de disparaître. C'est une période extrêmement prolifique, avec finalement, une très grande variété de sons. C'est la partie cachée de l'iceberg, toute une galaxie d'artistes qui n'est que trop méconnue.
Cette mouvance, au côté du hip-hop, contribuera de manière importante à l'évolution de la musique dite électronique. Vers le milieu des années 1980 un déclin relatif du funk s'amorce, en 1985 on assiste à la naissance de l'electro avec des artistes comme Colonel Abrams ou Afrika Bambaataa. Puis le new jack swing initié par Guy, la new wave ou l'acid house contribuent à son éclipse. Plusieurs styles de funk sont actuellement[Quand ?] reconnus par les amateurs du genre[Qui ?]. Parmi ceux-ci se trouvent :
- Brit funk : funk anglais dont l'énorme production a réussi à imposer des standards tels que Delegation, Loose ends, Total contrast, Phil Fearon and Galaxy, Central line, Imagination, Hi tension, The cool notes… ;
- Italo funk : funk produit en Italie. Il s'agit souvent de groupes dont les interprètes sont américains, anglais ou d'origine anglophone : Firefly, Armed Gang, Ago, K.I.D, Rainbow Team ou bien encore Kano (dit Dr. Togo). Pino d'Angiò avec ses titres Okay Okay et Ma quale idea est l'un des rares à avoir fait du funk vraiment italien ;
- Electro-funk : que l'on retrouve principalement à partir de 1985 et qui est un savant mélange entre instruments de tradition et sons numériques (ex. : Midnight Star, etc.) ;
- Modern soul ou northern soul : dérivé musical de la soul à mi-chemin entre le funk et la new jack que l'on retrouve principalement dans la deuxième moitié des années 1980.

### Depuis les années 1990
Aujourd'hui[Quand ?], le funk reste un genre qui insémine de nombreux morceaux : l'écoute successive de Atomic Dog de George Clinton (1982), puis de What's My Name de Snoop Dogg (1993) en est un bel exemple. En effet, tout au long des années 1990 et 2000, les producteurs hip-hop et R'n'B puisent beaucoup de samples et de breakbeats dans les disques de funk de l'époque pré-disco (avant 1975). Parallèlement, des artistes tels que Maceo Parker et Fred Wesley, respectivement ex-saxophoniste et ex-tromboniste de James Brown, qui entament individuellement une brillante carrière solo depuis les années 1970, perpétuent les véritables sources du funk dans leurs compositions, suscitant ainsi l'intérêt des puristes du genre. Par ailleurs, la scène funk est aussi active au travers de festivals ou de concerts (comme le Smooth Jazz Cruise) regroupant des artistes de renommée mondiale comme Marcus Miller, Brian Culbertson ou David Sanborn.
Prince est l'un des artistes qui, tout au long de sa carrière, a repris le flambeau du funk, particulièrement sur scène en s'adjoignant des musiciens comme Maceo Parker ou le bassiste Larry Graham, un des pères de la technique du slap.
Le groupe anglais Jamiroquai connaît encore un énorme succès (plus de 40 millions d'albums vendus) grâce à sa recette à base de funk rapide mélangée à différents courants, notamment l'acid jazz, le rock, l'electro et le disco, suivant les périodes du groupe (1991-2012). Des morceaux comme You Give Me Something, Little L, Alright, Cosmic Girl, ou encore Love Foolosophy sont un renouveau du funk rythmé disco. Leur album Rock Dust Light Star présente un mélange notable de funk, de rock, de jazz et un peu d'electro. Pour beaucoup d'amateurs de funk, Jamiroquai représente l'héritage d'un funk moderne.

### Depuis les années 2000
Dans les années 2004-2009, ce genre subit une nouvelle évolution et réémerge ainsi sous l'appellation Modern-Funk. Dâm-Funk est le premier artiste à utiliser ce terme pour décrire sa musique et reste à ce jour l'initiateur et le leader de ce style puis, par l'intermédiaire d'autres artistes et labels à sa suite, parmi les labels les plus connus ou représentatifs : Omega Supreme Records, Voltaire Records, MOFUNK Records, FUNK FREAKS et plus récemment Glydezone Recordings, le nouveau label de Dâm-Funk[source secondaire nécessaire]. 
On peut également citer des artistes tels que : Turquoise Summers, XL Middleton, Moniquea, BUSCRATES 16-BIT Ensemble, Brian Ellis, K-MAXX, Moon B, Benedek, Freekwency ou encore d'autres artistes/groupes en Europe tels que SASAC (Suède), SAIR (Portugal), First Touch (Allemagne), L33 & Sven Atterton (Hollande et Grande-Bretagne), Cool Million, Ameega, The Funky Drive Band, TimeMachine Gang, Nickee B, Fanateek One, Mofak[source secondaire nécessaire], Amadou et Mariam.
À l'instar du Minneapolis sound, de nombreux petits labels et groupes émergent, indépendants pour la plupart pour ce nouveau genre de funk, contemporain et destiné cette fois aux connaisseurs. Ne bénéficiant pas de soutien financier des grandes maisons de disques, de nombreux artistes de ce genre comptent sur le soutien des auditeurs pour les aider à continuer de faire vivre ce genre musical qu'est le funk.
Dans les années 2010, Bruno Mars développe le funk populaire, par ses titres 24K Magic, Treasure, Finesse et Uptown Funk, qui connaissent succès commercial et critique. De nombreux artistes internationaux empruntent également les codes du funk, comme Beyoncé, Pharrell Williams, Justin Timberlake, Anderson .Paak, Daft Punk, Thundercat ou Snoop Dogg[source secondaire nécessaire].
Les disques de l'époque funk attirent toujours de nombreux amateurs, comme en témoignent les nombreux vinyles qui circulent sur les sites d'enchères ainsi que le nombre de conventions discographiques, qui réunissent les passionnés.
Le courant de la musique funk suscite l'engagement de passionnés à travers des actions associatives. Ainsi l'association Funkysize a-t-elle été créée le label Funkysize Records, qui gère un forum et un site web sur cette culture musicale[source secondaire nécessaire].
Actuellement[Quand ?], de nombreux collectionneurs investissent dans les LP, les maxi 45 tours et les maxi 33 tours en découvrant d'autres artistes et groupes ayant produit uniquement aux États-Unis pendant les années 1970 et une bonne partie des années 1980 tout comme de nombreux LP n'ont jamais été ressortis en compact disc ce qui leur ajoute encore plus de valeur pour les collectionneurs. Aujourd'hui[Quand ?], le funk se voit évoluer : il doit ce changement à l'évolution du matériel musical qui renouvelle le genre avec des mélodies plus electro. Le funk a évolué avec son temps. Il ne s'agit plus de funk classique (exemple : The Godfather of Soul James Brown) mais du funk moderne. L’esprit joyeux et positif du funk, quant à lui, reste inchangé. Il existe encore de nombreux groupes de funk instrumental de nos jours, soit par le fait de la longévité d'interprètes tels que Maceo Parker, soit par une sorte de revival du funk instrumental par l'entremise de musiciens comme Cory Henry, ou de groupes comme Vulfpeck, groupes faisant survivre l'influence du passé de ce genre tout en nourrissant une certaine modernité.